# Efectul Magnus

Cilindrul este împins transversal din regiunea cu liniile de curent rare spre regiunea cu liniile de curent dese.

Efectul Magnus este un fenomen din dinamica fluidelor descoperit de fizicianul german Heinrich Gustav Magnus, care descrie traiectoria corpurilor aflate în mișcare de rotație concomitent cu una translație.

## Istoric
Fenomenul a fost descris pentru prima dată de către Magnus în 1852.
De asemenea, în 1742, Benjamin Robins, specialist britanic în artilerie, studiază comportarea ghiulelelor și proiectilelor lansate în rotație.

## Calculul forței Magnus
Considerăm o sferă care se rotește în raport cu axa sa și situat într-un fluid față de care are o mișcare de translație pe o direcție perpendiculară pe axă.
Datorită forțelor de frecare (viscozitate), sfera antrenează straturile de fluid din vecinătatea sa, în sensul mișcării sale de rotație.
Să considerăm că sfera se deplasează de-a lungul axei Ox într-un fluid aflat în repaus.
Pentru simplificarea raționamentului, putem considera că, invers, sfera se află în repaus, iar fluidul se deplasează în sens contrar axei Ox, cu viteza {\displaystyle -{\vec {v}}.\!}
În regiuni cu fluid suficient de îndepărtate de sferă, liniile de curent rămân rectilinii, neperturbate de prezența sferei.
Pe măsură ce ne apropiem de suprafața exterioară a sferei, forma liniilor de curent se modifică din ce în ce mai mult, acestea fiind obligate să părăsească sfera.
În zone din ce în ce mai apropiate de sferă, se manifestă din ce în ce mai pronunțat antrenarea aerului de către sfera în rotație.
Datorită acestei antrenări, de exemplu în zona B din partea inferioară, viteza de curgere a fluidului pe lângă sferă este {\displaystyle -(v-\omega R),\!} R fiind raza sferei, iar {\displaystyle \omega \!} viteza unghiulară a acesteia.
În același timp, în zona A, viteza corespunzătoare a fluidului va fi {\displaystyle -(v+\omega R).\!}
Presiunea dinamică în zona A va fi mai mare decât în zona B
În punctul A, viteza fluidului este mai mare decât în punctul B, unde cilindrul se rotește în sens invers curgerii fluidului.
Dacă sfera are dimensiuni mici (pentru a neglija efectul presiunii de poziție), conform legii lui Bernoulli, presiunea statică laterală asupra cilindrului va fi mai mare în B decât în A
{\displaystyle p_{sA}<p_{sB},\!}
astfel încât apare o forță rezultantă transversală spre partea unde viteza fluidului este mai mare.
Acesta este efectul Magnus.
Această forță are modulul:
{\displaystyle F=S\Delta p_{s}=S(p_{sA}-p_{sB}),\!}
S fiind suprafața laterală pe care se manifestă diferența de presiune îndreptată perpendicular pe direcția fluidului, spre A.
Ca urmare, cilindrul în loc să cadă după parabolă, cilindrul va efectua o mișcare ușor ascendentă, cu accelerație perpendiculară pe direcția de mișcare a fluidului, descriind o buclă.

## Aplicații în sport
Printre aplicațiile fenomenului, putem menționa în sport lovirea unei mingi (de fotbal, de golf, de tenis) care astfel, printr-o lovire după o direcție tangentă la contur, va fi lansată cu efect.
O aplicație cunoscută în cadrul jocului de fotbal o constituie înscrierea unui gol direct din corner.